# Nazionale femminile di pallavolo delle Figi
La nazionale di pallavolo femminile delle Figi è una squadra asiatica ed oceaniana composta dalle migliori giocatrici di pallavolo delle Figi ed è posta sotto l'egida della Federazione pallavolistica delle Figi.

## Risultati
La nazionale di pallavolo femminile delle Figi non ha mai partecipato ad alcuna competizione.